# Sandra Záhlavová
Sandra Záhlavová (Pilsen, 10 oktober 1985) is een voormalig tennisspeelster uit Tsjechië. Zij speelt rechtshandig en heeft een tweehandige backhand. In 2000 begon zij in het ITF-circuit, waar zij twaalf titels won. Zij was actief in het proftennis tot en met 2013.

## Posities op deWTA-ranglijst
Positie per einde seizoen:
| jaartal | ranking enkelspel | ranking dubbelspel |
| ------- | ----------------- | ------------------ |
| 2001    | 1045              | –                  |
| 2002    | 922               | 895                |
| 2003    | 658               | 685                |
| 2004    | 380               | 252                |
| 2005    | 205               | 180                |
| 2006    | 154               | 216                |
| 2007    | 184               | 315                |
| 2008    | 182               | 584                |
| 2009    | 104               | –                  |
| 2010    | 89                | –                  |
| 2011    | 154               | 1229               |
| 2012    | 246               | –                  |
| 2013    | 241               | –                  |

## Palmares

### WTA-finaleplaatsen enkelspel
Geen.

### WTA-finaleplaatsen dubbelspel
Geen.

### Gewonnen ITF-toernooien enkelspel
| nr. | finaledatum | toernooi            | dotatie  | tegenstandster in finale | score         |
| --- | ----------- | ------------------- | -------- | ------------------------ | ------------- |
| 1.  | 2004-11-07  | Rome                | $ 10.000 | Stefania Chieppa         | 5-7, 6-2, 6-3 |
| 2.  | 2005-08-28  | Bielefeld           | $ 10.000 | Franziska Etzel          | 3-6, 6-1, 7-5 |
| 3.  | 2005-09-25  | Tbilisi             | $ 25.000 | Ana Timotić              | 6-0, 6-3      |
| 4.  | 2006-09-17  | Gliwice             | $ 25.000 | Tatjana Malek            | 6-4, 6-0      |
| 5.  | 2008-12-27  | Delhi               | $ 50.000 | Bojana Jovanovski        | 6-4, 6-3      |
| 6.  | 2009-07-11  | Zagreb              | $ 75.000 | Anastasija Sevastova     | 6-1, 7-6      |
| 7.  | 2009-11-22  | Opole               | $ 25.000 | Ana Jovanović            | 6-0, 6-2      |
| 8.  | 2010-08-15  | Trnava              | $ 25.000 | Lenka Juríková           | 2-6, 6-3, 6-1 |
| 9.  | 2010-11-21  | Opole               | $ 25.000 | Magda Linette            | 5-7, 7-6, 6-4 |
| 10. | 2012-09-09  | Alphen aan den Rijn | $ 25.000 | Lesley Kerkhove          | 7-5, 7-6      |
| 11. | 2012-11-25  | Vendryně            | $ 15.000 | Renata Voráčová          | 7-6, 6-0      |
| 12. | 2013-02-10  | Grenoble            | $ 25.000 | Maryna Zanevska          | 6-4, 5-7, 6-2 |

### Gewonnen ITF-toernooien dubbelspel
| nr. | finaledatum | toernooi          | dotatie  | partner            | tegenstandsters in finale           | score         |
| --- | ----------- | ----------------- | -------- | ------------------ | ----------------------------------- | ------------- |
| 1.  | 2004-06-20  | Kędzierzyn-Koźle  | $ 10.000 | Iveta Gerlová      | Katerina Avdyenko Oksana Ljoebtsova | 6-3, 6-1      |
| 2.  | 2004-07-18  | Monteroni d'Arbia | $ 10.000 | Valentina Sulpizio | Matea Mezak Nadja Pavić             | 7-5, 4-6, 7-6 |
| 3.  | 2004-09-26  | Volos             | $ 10.000 | Eva Válková        | Alice Balducci Cristina Celani      | 7-6, 6-1      |
| 4.  | 2005-02-20  | Biberach          | $ 10.000 | Lucie Hradecká     | Kristina Barrois Stefanie Weis      | 5-7, 6-2, 7-5 |
| 5.  | 2005-03-20  | Rome              | $ 10.000 | Valentina Sulpizio | Raffaella Bindi Stefania Chieppa    | 7-5, 6-4      |
| 6.  | 2005-03-27  | Rome              | $ 10.000 | Valentina Sulpizio | Ivana Abramović Stefanie Haidner    | 7-5, 5-7, 6-1 |
| 7.  | 2005-04-16  | Civitavecchia     | $ 25.000 | Lucie Hradecká     | Gabriela Niculescu Monica Niculescu | 6-4, 6-3      |
| 8.  | 2005-10-23  | Saint Raphael     | $ 50.000 | Lucie Hradecká     | María Emilia Salerni Meilen Tu      | 4-6, 6-4, 7-5 |
| 9.  | 2006-05-20  | Caserta           | $ 24.000 | Petra Cetkovská    | Silvia Disderi Valentina Sulpizio   | 6-2, 6-0      |

## Resultaten grandslamtoernooien
| Legenda | Legenda                          |
| ------- | -------------------------------- |
| g.t.    | geen toernooi gehouden           |
| l.c.    | lagere categorie                 |
| –       | niet deelgenomen                 |
| G       | uitgeschakeld in de groepsfase   |
| 1R      | uitgeschakeld in de eerste ronde |
| 2R      | uitgeschakeld in de tweede ronde |
| 3R      | uitgeschakeld in de derde ronde  |
| 4R      | uitgeschakeld in de vierde ronde |
| KF      | uitgeschakeld in de kwartfinale  |
| HF      | uitgeschakeld in de halve finale |
| F       | de finale verloren               |
| W       | het toernooi gewonnen            |
| w-v     | winst/verlies-balans             |

### Enkelspel
| Australian Open | 1R | –  | 2R | 2R | –  | 2-3 |
| Roland Garros   | –  | –  | 1R | 1R | 1R | 0-3 |
| Wimbledon       | –  | –  | 1R | 1R | –  | 0-2 |
| US Open         | –  | 1R | 1R | –  | –  | 0-2 |